# 夢から醒めて/All of Everything
「夢から醒めて/All of Everything」（ゆめからさめて/オール・オブ・エブリシング）は、THE BOOMが2009年5月20日に発表した30枚目のシングル。

## 概要
「風になりたい (Samba.Novo)」以来、約6年ぶりの書き下ろし。本作は両A面シングルで、ベスト・アルバム『89-09 THE BOOM COLLECTION 1989-2009』と同時発売。2006年以降活動休止していたTHE BOOMは、デビュー20周年を記念した本作で活動を本格再開。ミュージック・ビデオを収録したDVD同梱初回限定盤も同時発売。帯コピーは「デビュー20周年記念シングル!今だからこそ、伝えられることが、ある。これがTHE BOOMの新しいラブソング!」

## 収録曲
全作詞・作曲：宮沢和史　編曲：THE BOOM
1. 夢から醒めて
TBS『日立 世界・ふしぎ発見!』エンディングテーマ
2. All of Everything
3. 夢から醒めて（Instrumental）
4. All of Everything （Instrumental）